# Xa lộ không đèn
Xa lộ không đèn là một bộ phim tâm lý xã hội của đạo diễn Hoàng Anh Tuấn, ra mắt năm 1973.

## Nội dung
Liễu là một cô gái con nhà lành tên Liễu do chiến tranh loạn lạc đã cùng với gia đình lên Sài Gòn sinh sống. Cha Liễu ban ngày là thầy giáo dạy học, buổi tối thì ông chạy xe ôm, còn mẹ Liễu đi gánh bán chè. Vì nhà nghèo không đủ tiền để đóng học phí cho nên Liễu đã bỏ học để đi làm kiếm tiền đỡ đần cho gia đình. Liễu đã làm nghề gái nhảy và trong một lần đi khách, cô đã đánh mất sự trinh tiết. Ông giáo biết Liễu hư hỏng nên ông đã từ con. Liễu ra đi khỏi nhà rồi tìm đến với những người bạn trong giới hippie ăn chơi.
Liễu hành nghề vũ sexy rồi bị một tay vũ sư đưa Liễu sa vào một nhóm xã hội đen cưỡng hiếp để trả thù. Sau đó, Liễu cùng với những người bạn hippie làm một cuộc đánh cắp hàng buôn lậu của nhóm xã hội đen đã hãm hiếp Liễu, rồi chia tiền cho từng thành viên trong giới hippie sau đó giải tán để trở về cuộc sống lương thiện tránh sự truy tìm của nhóm xã hội đen. Nhưng rồi cuối cùng bọn xã hội đen đã bắt được một thành viên và từ đó những người còn lại trong giới hippie của Liễu đều bị bọn xã hội đen thanh toán đẫm máu. Trong một lần chạy trốn sự truy bắt của bọn xã hội đen, Liễu đã bị thương tích đầy mình. Liễu bê bết máu tìm đường về nhà với gia đình, gia đình đã đưa Liễu đi nhà thương để giải phẫu cứu sống Liễu.

## Diễn viên
- Thanh Nga[2][3] vai Liễu
- Lệ Tuyền vai Liễu (đóng thế)
- Hoài Trung vai cha Liễu
- Năm Châu
- Kim Cúc vai mẹ Liễu
- Thiên Kim vai bạn Liễu
- Túy Hoa
- Trần Văn Trạch
- Phi Thoàn
- Xuân Dung
- Trang Thanh Lan[4] vai Diễm
- Tâm Phan
- Dũng Thanh Lâm
- Huy Khanh
- Lê Hoàng Tú
- Hoàng Mai
- Từ Hiếu
- Vân Hà
- Lê Khanh
- Lê Văn
- Anh Sơn
- Ánh Việt

## Nhạc phim
| STT | Nhan đề           | Sáng tác | Thể hiện  | Thời lượng |
| --- | ----------------- | -------- | --------- | ---------- |
| 1.  | "Xa lộ không đèn" | Y Vân    | Carol Kim |            |